# نصب الألب

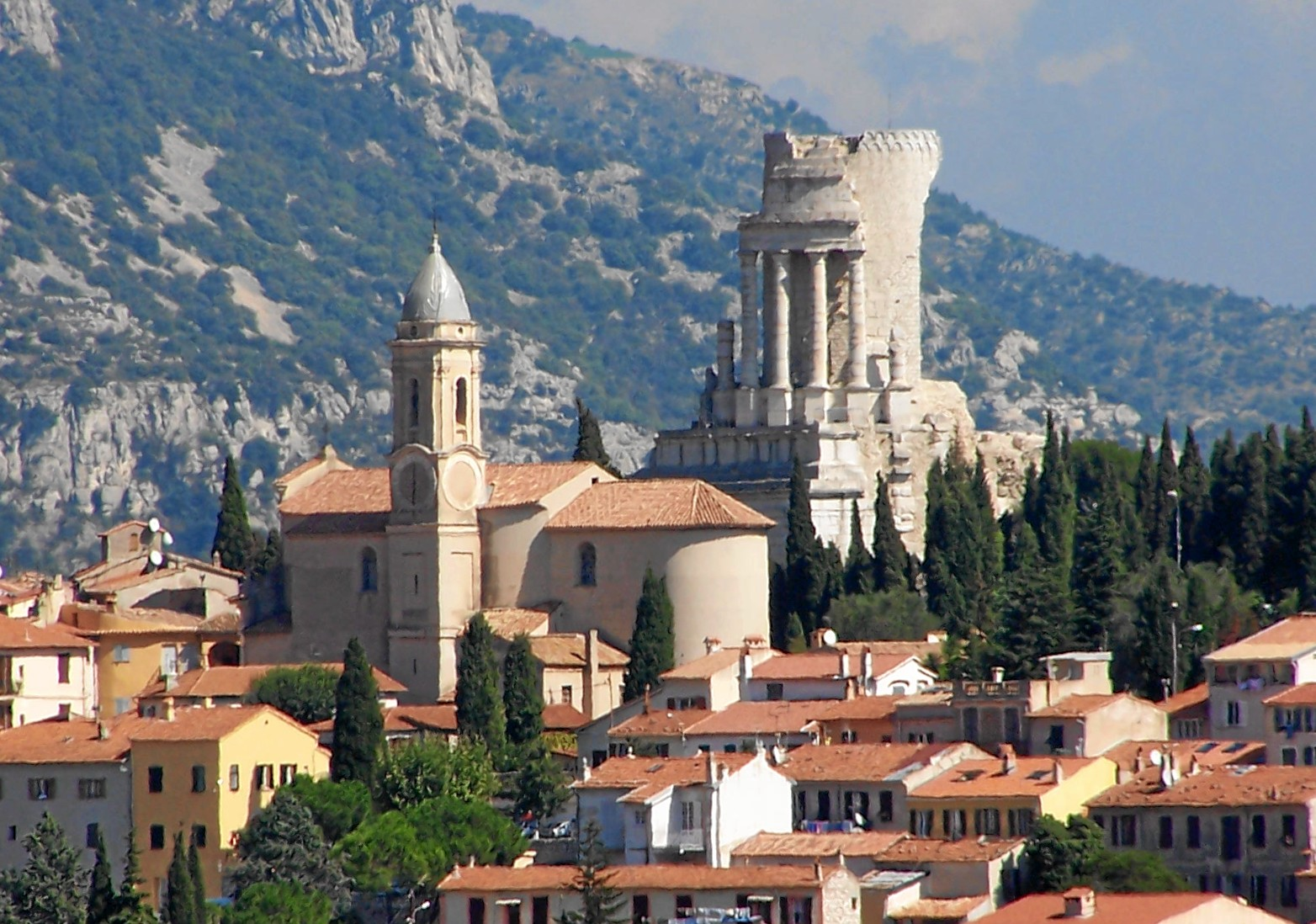
نصب أغسطس، مع كنيسة القديس ميشيل (الأرض الوسطى اليسرى)

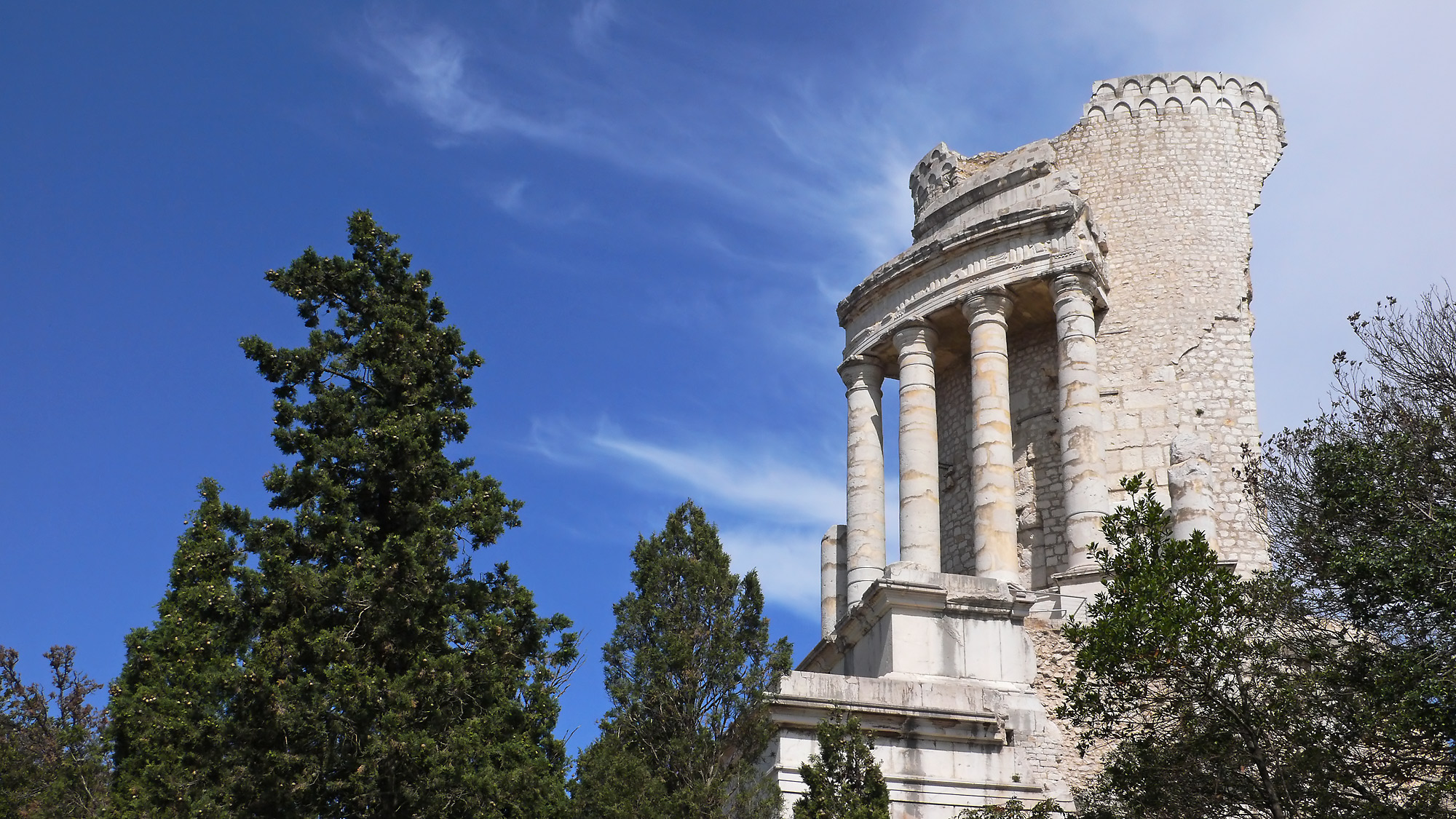
تفاصيل النصب

نصب الألب (بالإنجليزية: Trophy of the Alps)‏(باللاتينية: Tropaeum Alpium)، هو كأس روماني يحتفل بانتصار الإمبراطور أغسطس الحاسم على القبائل التي سكنت جبال الألب. تقع الآثار في لا توربي (فرنسا)، على بعد بضعة كيلومترات من موناكو. 

## روابط خارجية
- Official web site
- Trophy of the Alps (site with photos)
- Livius.org: La Turbie